# ハリド・イスランブリ

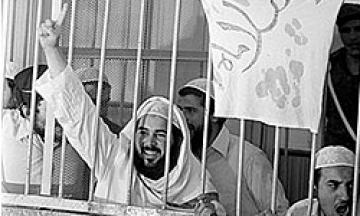
ハリド・イスランブリ

ハリド・アフマド・ショウキー・エル＝イスランブリ (アラビア語: خالد أحمد شوقي الإسلامبولي、英語:Khalid Ahmed Showky El-Islambouli、1955年1月15日 - 1982年4月15日) は、エジプトの軍人。アンワル・サーダート大統領を暗殺したことで知られる。

## 生い立ち
イスランブリはエジプトのミニヤー県の中流家庭の出身で、父はエジプトの顧問弁護士。エジプト陸軍士官学校を優秀な成績で卒業後、エジプト陸軍の砲兵部隊に少尉として配属された。1980年3月、初めて実践的な指揮を執った。この際の担当は、カイロを拠点とする第116野戦砲兵団の小隊の放列。

### サダトの暗殺
1981年10月6日に行われた『第6回1973年10月の勝利記念パレード』では、本来はイスランブリ率いる小隊の参加は予定されていなかったが、参加を免除された第133砲兵隊の代わりとして参加することになった。M-46 130mmカノン砲をけん引する３台の大型トラックを含む小隊が大統領の演台に近づき始めると、アブディルハミド・アブドゥル・サラーム中軍曹、アタ・テイエル・ハミーダ・ライール伍長、フセイン・アバス伍長らとともにトラックから飛び降り、他のエジプト人や外国の要人のいる中に、大統領へ向けて３個の手榴弾を投擲した。また、観閲スタンドに向け銃を乱射した。最終的に、イスランブリが「ファラオへの死！」と叫びながら観閲スタンドに走り寄り、倒れたサダトの体へ銃を発砲した。イスランブリは暗殺後捕えられ、翌1982年4月、他３名の共犯者と共に銃殺刑となった。

### 処刑後
イスランブリは、その最期によってイスラム過激派から『現代イスラム初のシャヒード（殉教者）』と評価されるようになった。兄妹が宗教グループとの関係により逮捕されており、このことが暗殺への参加の大きなきっかけとなったと分析されている。1982年、イランはイスランブリを記念し、彼の姿を描いた切手を発行した。2004年7月31日、アルカイダのアル・イスランブリ旅団は、当時のパキスタン首相候補、ショーカット・アジーズの暗殺未遂事件の犯行声明を出した。また、2004年8月24日、同旅団を名乗るチェチェン人のグループが、ロシアの旅客機の爆破事件に対して犯行声明を出した。